# Emeishan

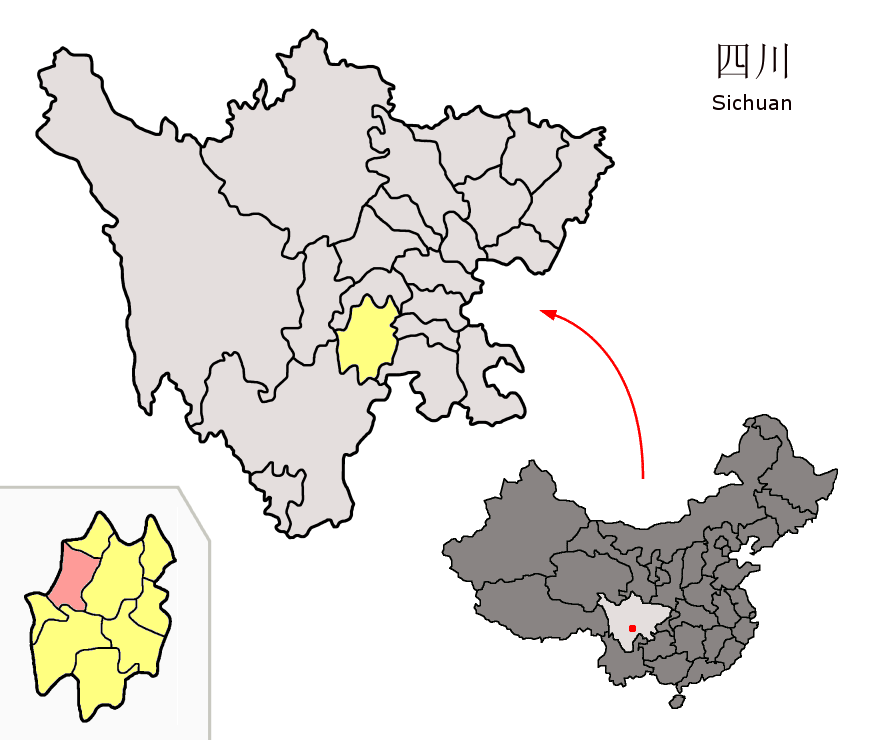
Lage von Emeishan.

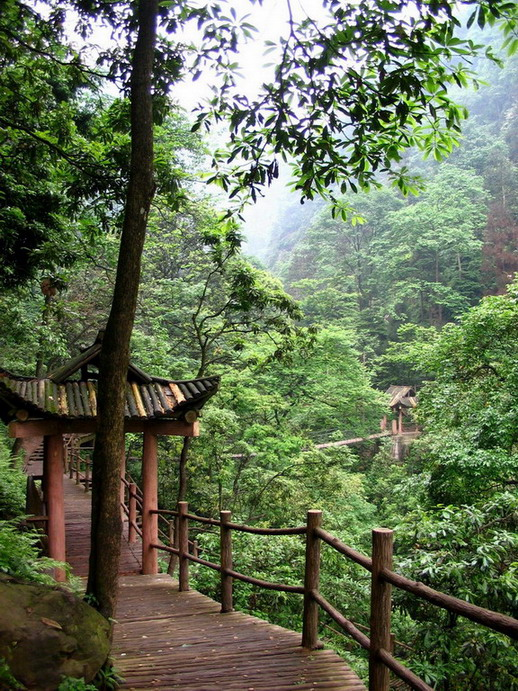
Aufstieg auf der Westseite des Emei-Bergs.

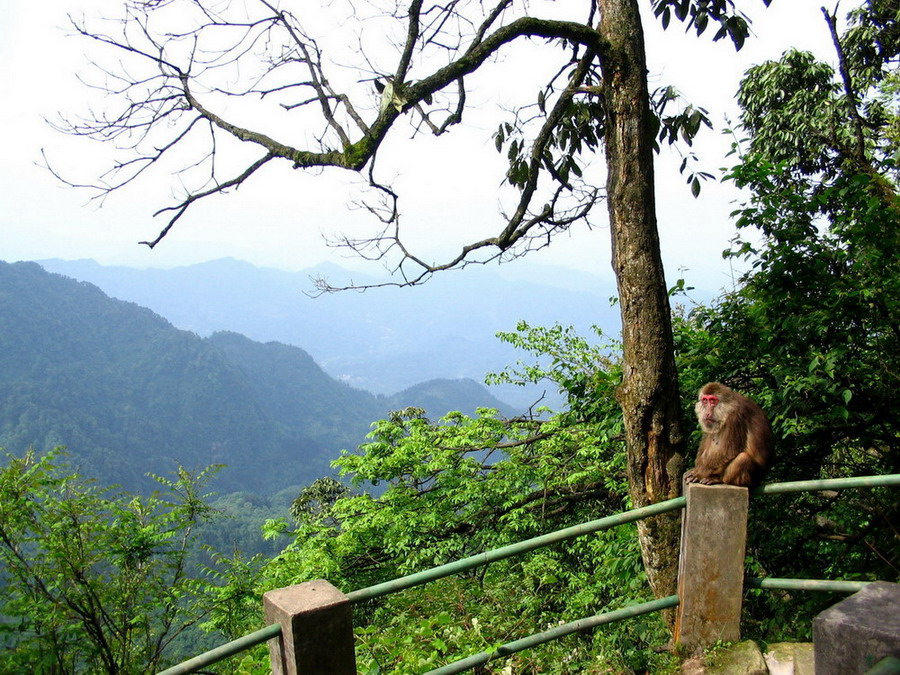
Blick vom Emei-Berg.

Die Stadt Emeishan (chinesisch 峨眉山市, Pinyin Éméishān Shì) ist eine kreisfreie Stadt der bezirksfreien Stadt Leshan in der chinesischen Provinz Sichuan. Sie hat eine Fläche von 1.189 km² und zählt 419.107 Einwohner (Stand: Zensus 2020). Der Emei-Berg (Emei Shan) liegt auf ihrem Gebiet.
Die traditionellen Gebäude des Emei Shan (Emei shan gu jianzhuqun 峨眉山古建筑群) - Qingyin-Pavillon, Fuhu-Tempel, Baoguo-Tempel, Wannian-Tempel, Buddhistische Bronze- und Eisenskulpturen im Shengshou Wannian-Tempel u. a. - und der Feilai-Tempel (der Große Tempel) (Damiao Feilai dian 大庙飞来殿) stehen seit 1961 bzw. 1988 auf der Liste der Denkmäler der Volksrepublik China.

## Administrative Gliederung
Auf Gemeindeebene setzt sich die Stadt aus zwölf Großgemeinden und sechs Gemeinden zusammen.